# John Waters
John Samuel Waters, Jr. (født 22. april 1946) er en amerikansk filminstruktør og skuespiller, der markerede sig med en række kultdyrkede undergrundsfilm indtil han fik et gennembrud med mainstream-komedien Hairspray (1988), der introducerede Ricki Lake og siden er blevet til en succesrig musical.

## Filmografi som instruktør
- Hag in a Black Leather Jacket (1964)
- Roman Candles (1966)
- Eat Your Makeup (1968)
- Mondo Trasho (1969)
- The Diane Linkletter Story (1970)
- Multiple Maniacs (1970)
- Pink Flamingos (1972)
- Female Trouble (1974)
- Desperate Living (1977)
- Polyester (1981)
- Hairspray (1988)
- Cry Baby (1990)
- Serial Mom (1994)
- Pecker (1998)
- Cecil B. DeMented (2000)
- A Dirty Shame (2004)